# Monóptero

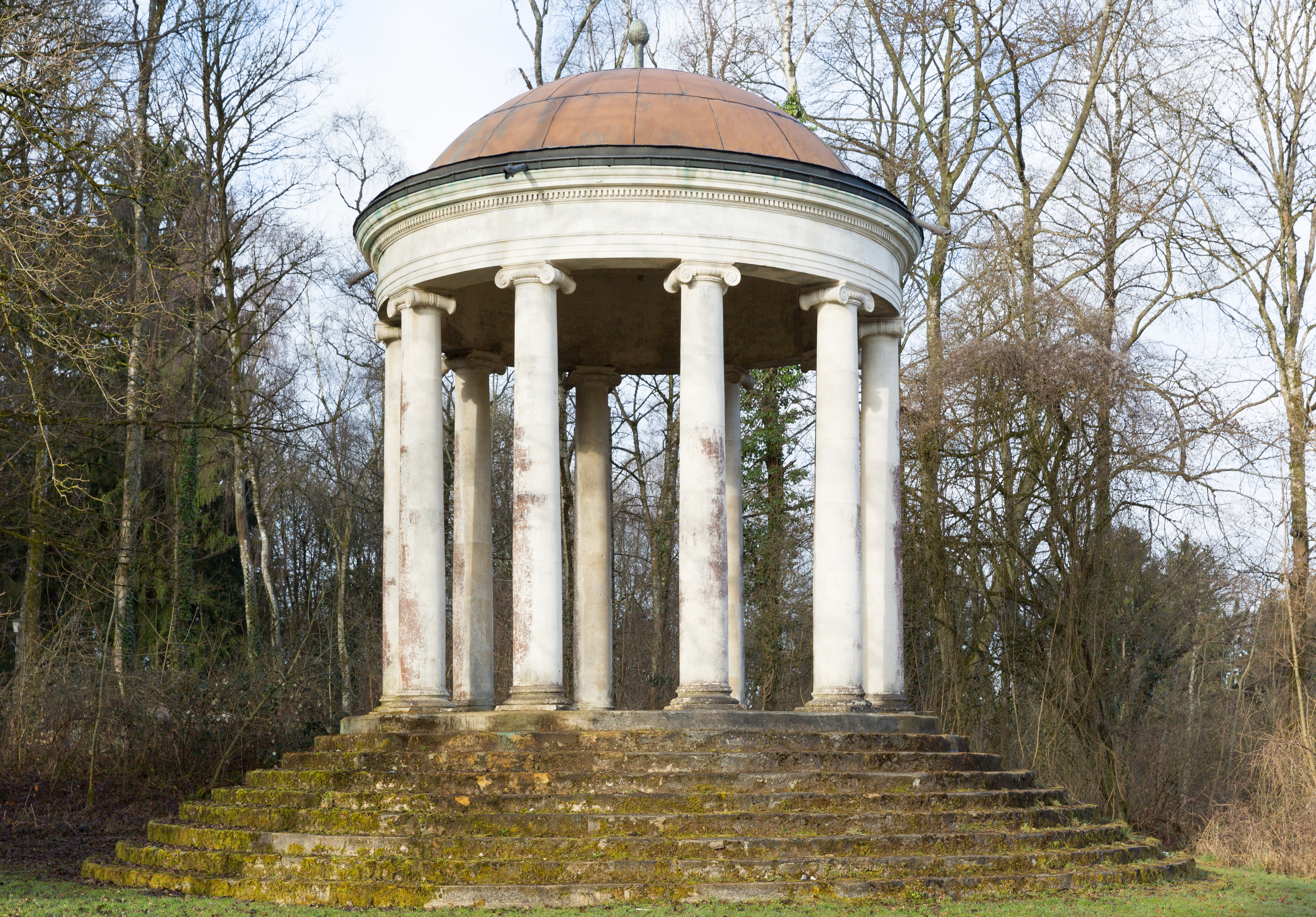
Monóptero em Esch-sur-Alzette, Luxemburgo.

Monóptero (do grego antigo: ὁ μονόπτερος (monopteros), derivado do politônico μόνος, "único", "singular", "sozinho" e em grego clássico: τὸ πτερόν, "asa", "ala") é uma colunata circular que suporta um teto sem nenhuma parede. Ao contrário de um tolo (que, em sentido amplo, designa um "templo circular"), não há uma cela. Porém, na antiguidade grega e especialmente na romana, o termo era utilizado também para designar um tolo. Na época, os monópteros serviam inter alia como uma forma de baldaquino para uma imagem de culto. Um exemplo é o Monumento Corágico de Lisícrates em Atenas, apesar de ter tido seus espaços intercolunares emparedados ainda na antiguidade. Em contraste, o Templo de Roma e Augusto, na Acrópole de Atenas, é um monóptero da época romana com os espaços intercolunares ainda livres. Ciríaco de Ancona, um viajante do século XV, anotou a inscrição que ficava na arquitrave: "Ad praefatae Palladis Templi vestibulum".
Na arquitetura barroca e clássica, o monóptero, como "templo das musas", é um motivo popular em jardins ingleses e franceses. Eles ocorrem também nos parques germânicos, como no "Jardim Inglês", em Munique, e no Parque Hayns, em Hamburgo-Eppendorf. Muitos poços em parques têm aparência similar a um monóptero.
Muitos monópteros exibem estruturas decorativas parecidas com pórticos para demarcar uma entrada, uma estrutura desnecessária do ponto de vista funcional, uma vez que o templo é aberto de todos os lados. Além disso, muitos deles são identificados como rotundas por causa da planta circular, o que também acontece com os tolos. Porém, muitos monópteros tem plantas quadradas ou poligonais que não podem ser descritas como rotundas. Um exemplo é o "Templo das Musas" na Casa Tiefurt, que exibe uma planta hexagonal.

## Galeria

Monópteros
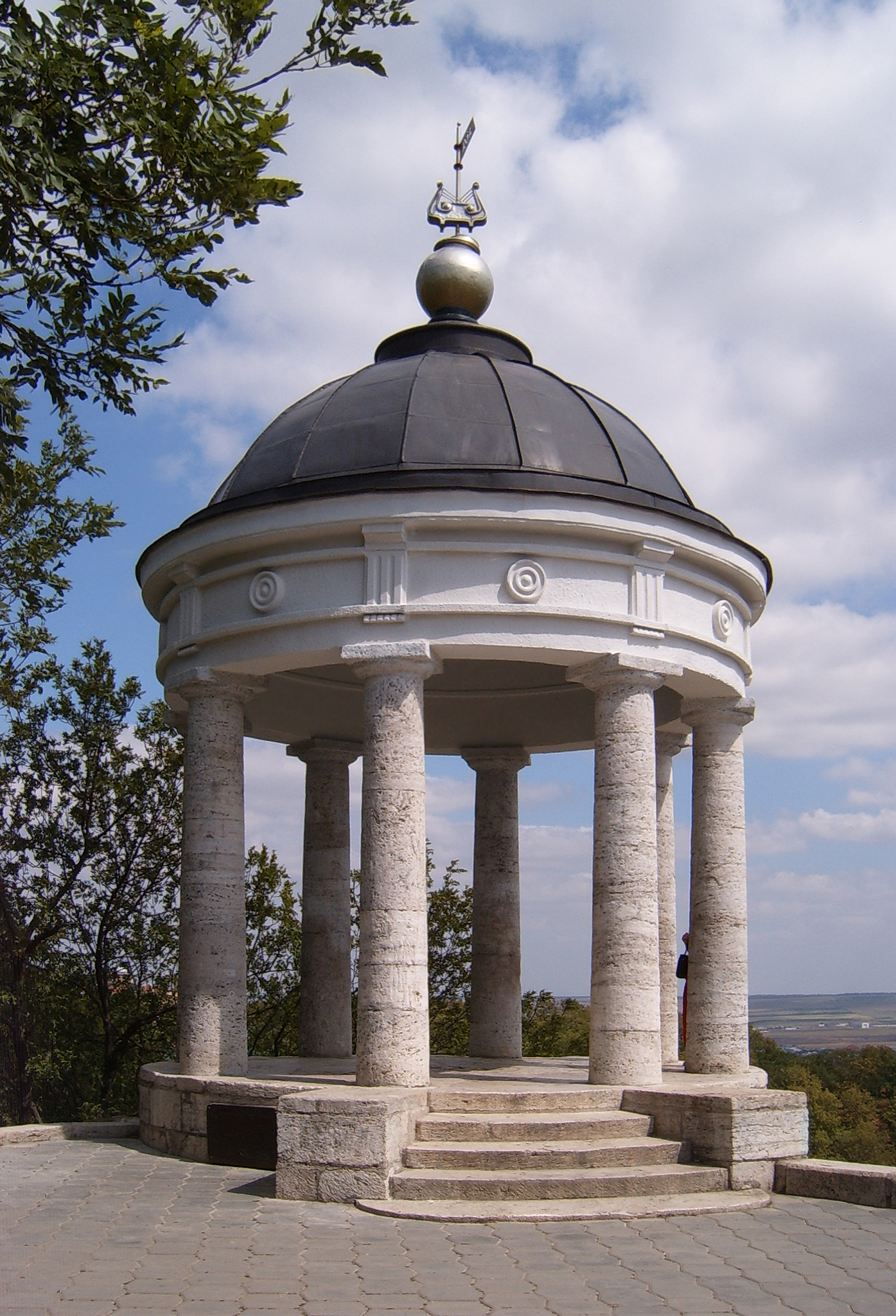
Exemplar em Krai de Stavropol, na Rússia.
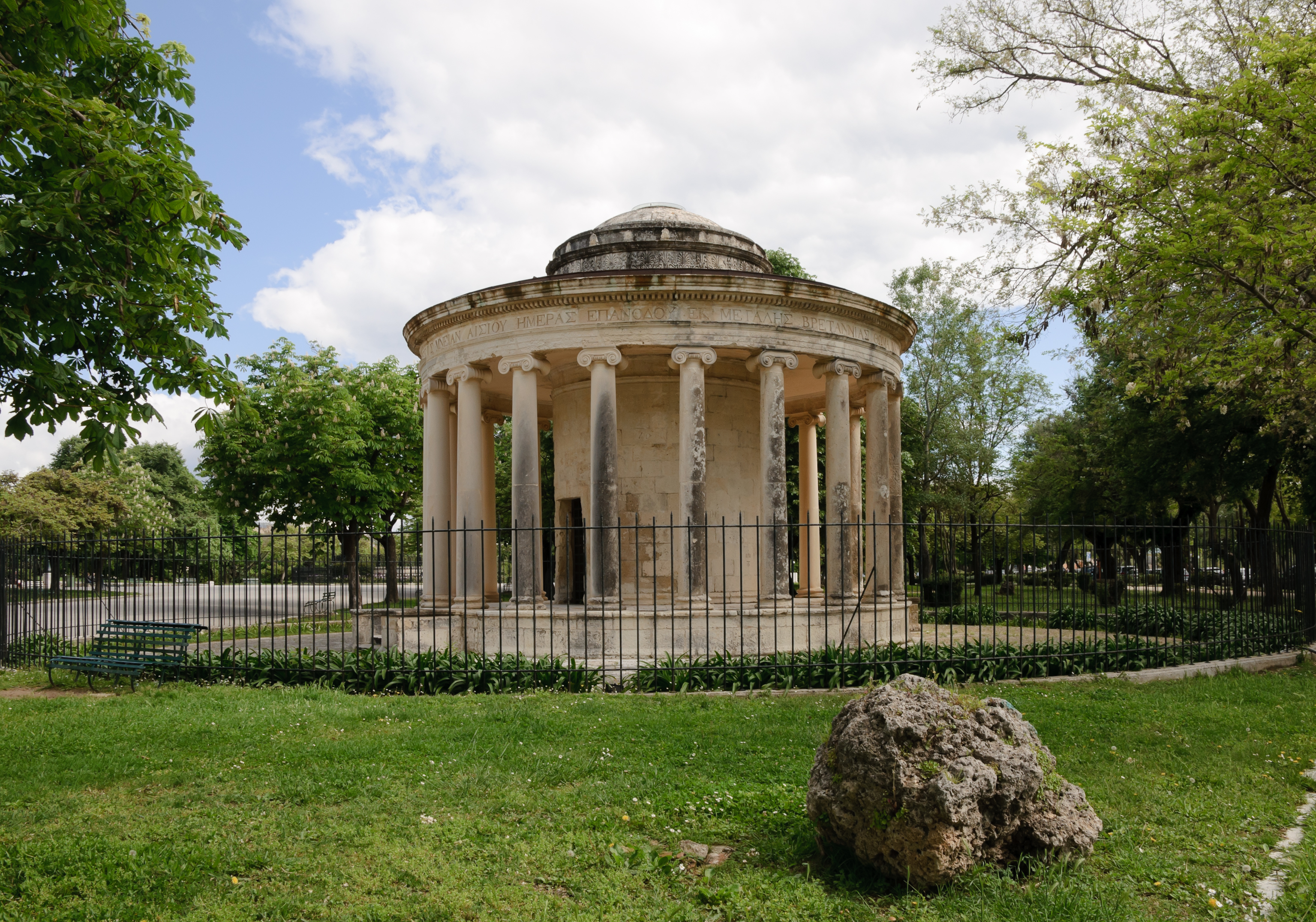
Exemplar em Corfu.
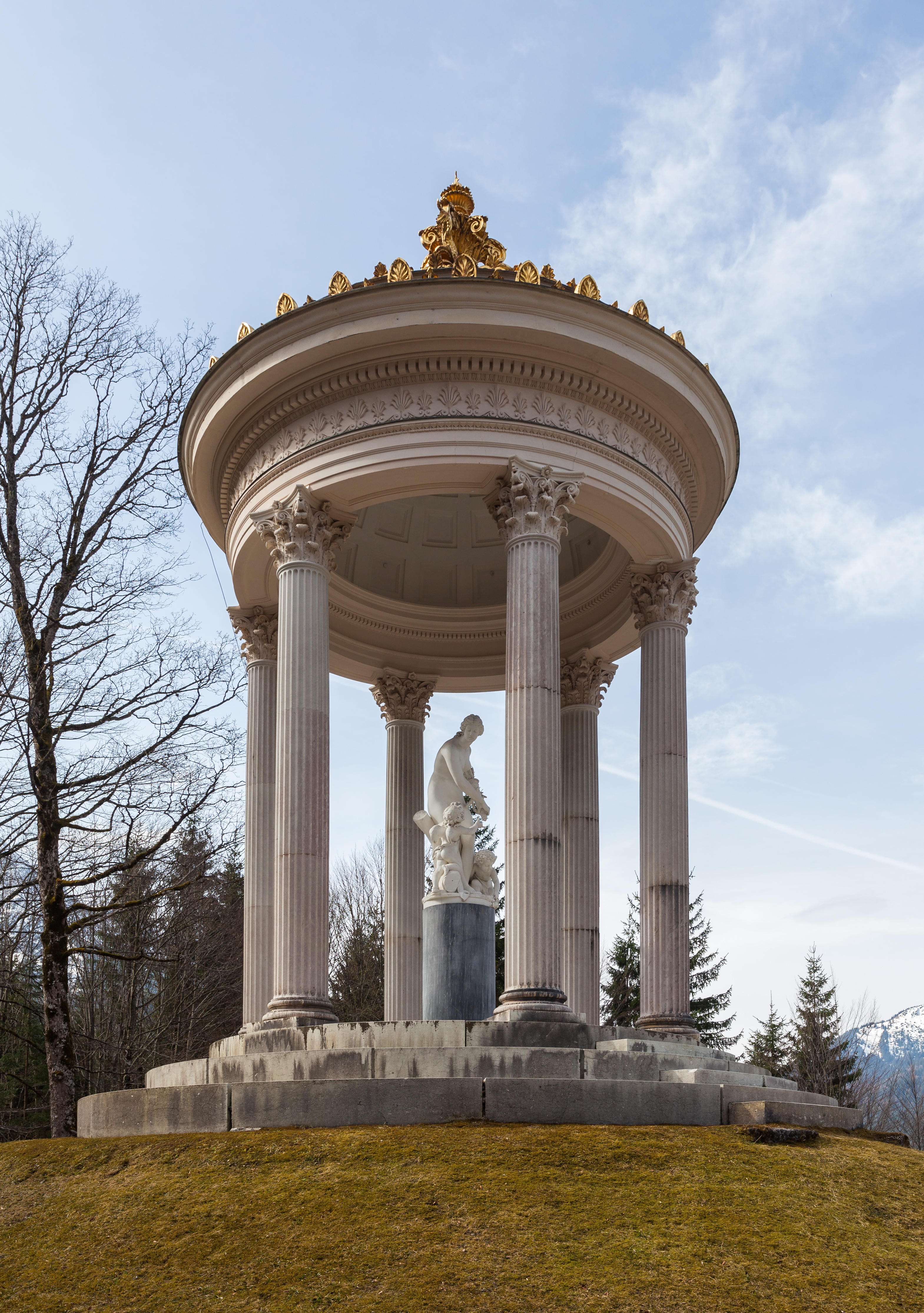
Exemplar na Baviera, Alemanha.
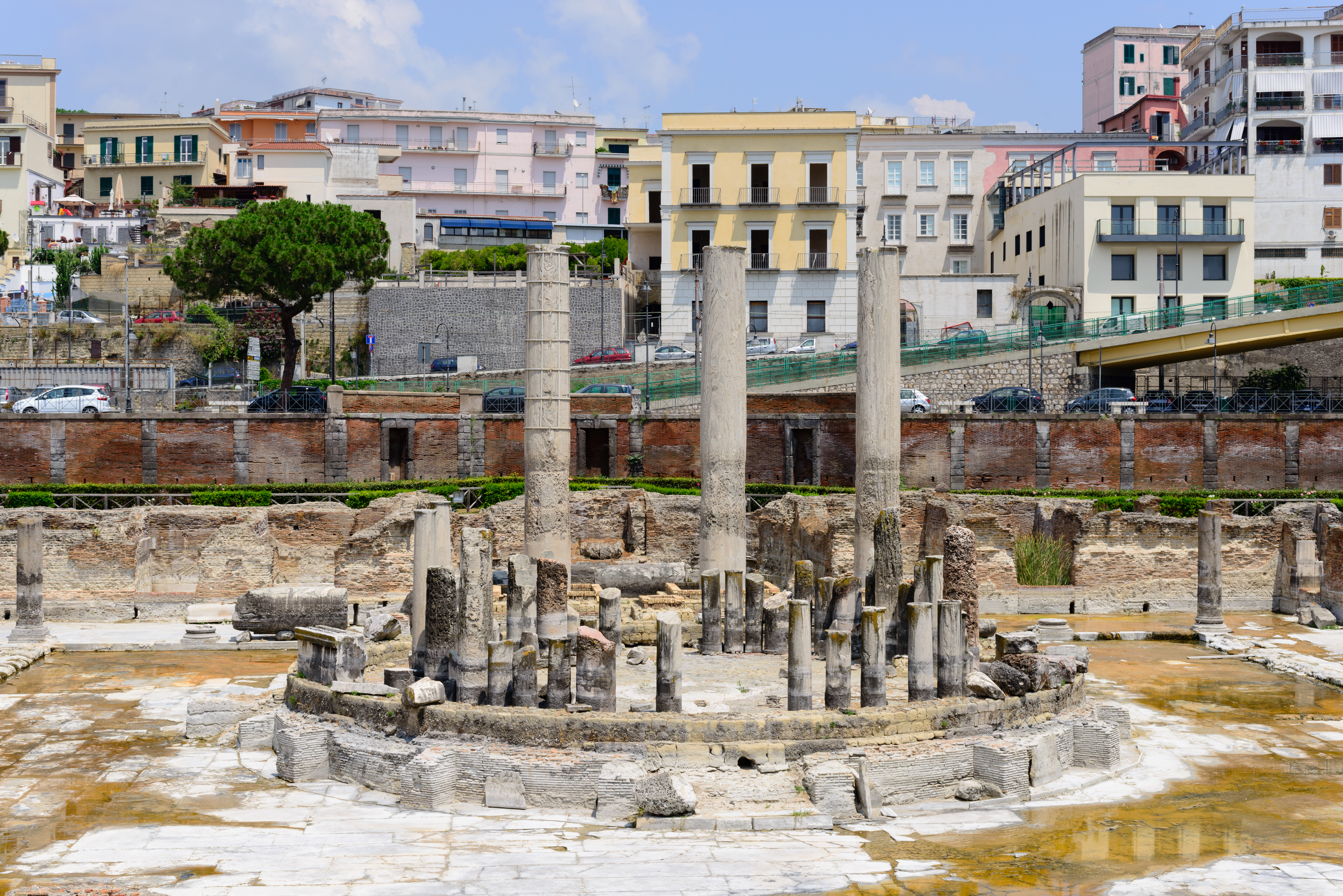
Ruínas do Serapeu em Pozzuoli, Itália
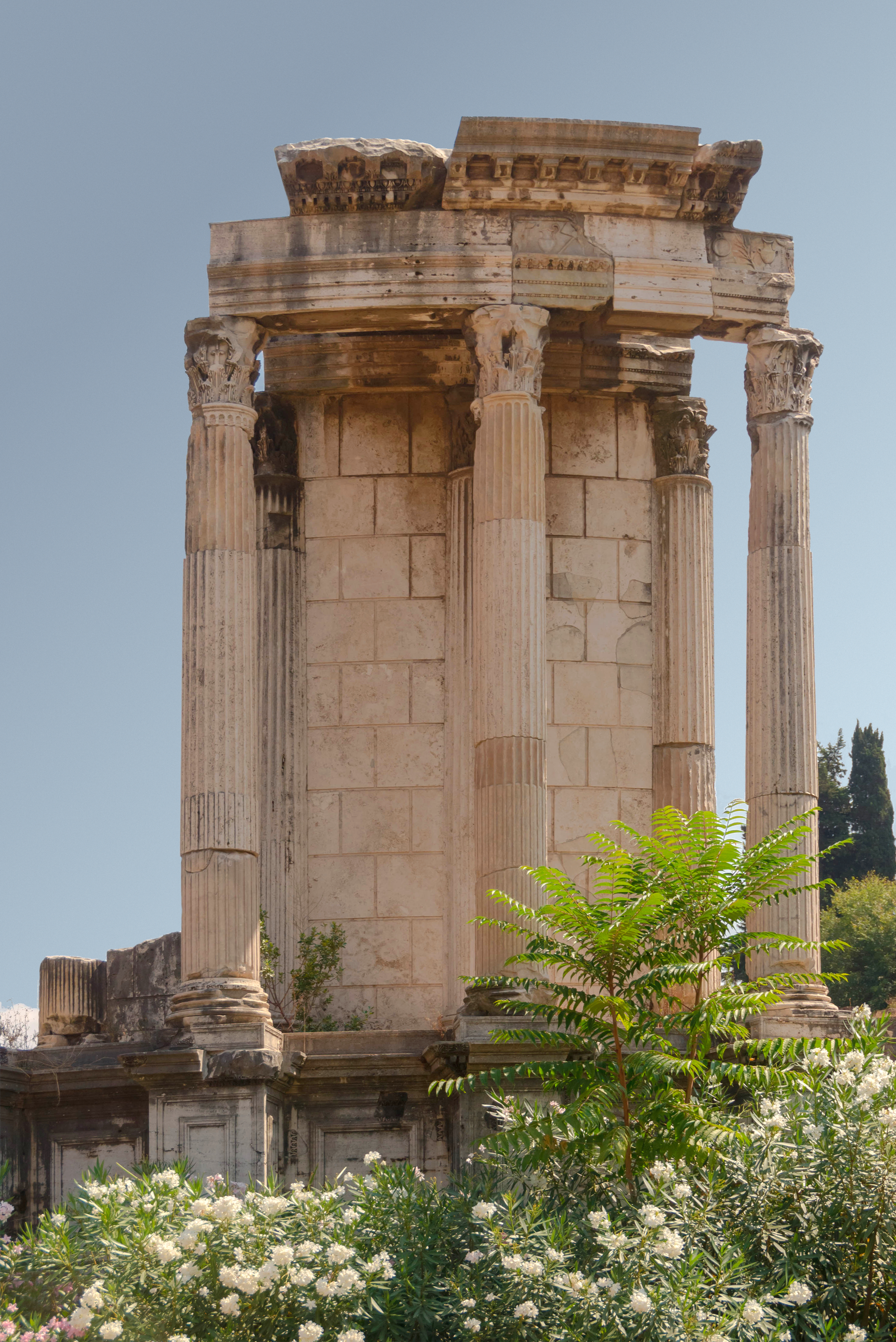
Ruínas do Templo de Vesta, no Fórum Romano.
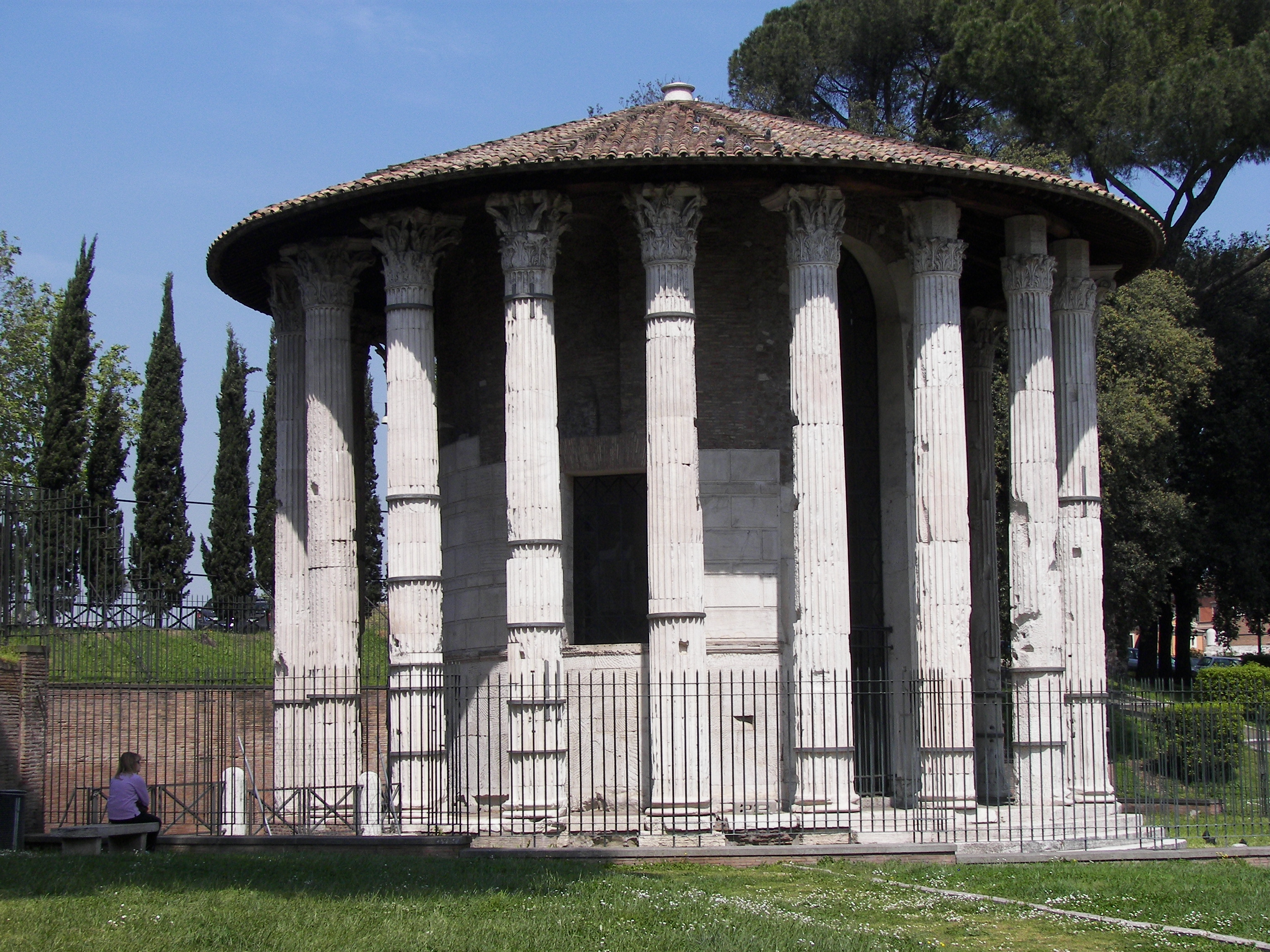
Templo de Hércules Víctor, no Fórum Boário de Roma.